# 四国森林管理局
四国森林管理局（しこくしんりんかんりきょく）は、高知市にある林野庁の地方支分部局で、徳島県、香川県、愛媛県及び高知県の区域を管轄している。高知県に所在する唯一の国の管区単位の地方支分部局である。

## 組織
- 職員数：347人 - 本局93人、下部機関254人（香川18人、愛媛38人、徳島28人、高知170人）（2016年4月1日時点）
- 予算：137億1200万円（2005年度）
- 下部機関数：7（2007年7月1日時点）

本所組織図
- 四国森林管理局（高知市丸ノ内）
  - 総務企画部：総務課、企画調整課、経理課
  - 計画保全部：計画課、保全課、治山課
  - 森林整備部：森林整備課、資源活用課、技術普及課
    - 森林技術・支援センター（高知市丸ノ内）
    - 四万十川森林ふれあい推進センター（高知県四万十市西土佐）

## 管内森林管理署

### 徳島県内
- 徳島森林管理署（徳島市）

### 香川県内
- 香川森林管理事務所（高松市）

### 愛媛県内
- 愛媛森林管理署（松山市）

### 高知県内
- 四万十森林管理署（四万十市）
- 嶺北森林管理署（長岡郡本山町）
- 高知中部森林管理署（香美市）
- 安芸森林管理署（安芸市）